# Antedón

Mapa de ciudades de la antigua Beocia. Antedón se situaba en la costa, cerca del estrecho de Euripo que separa Beocia de Eubea.

Antedón (en griego, Ἀνθηδών) es el nombre de una antigua ciudad griega de Beocia, que fue mencionada por Homero en el catálogo de las naves de la Ilíada, donde se le da el epíteto de fronteriza.

## Mitología griega y lugares de culto
Pausanias ofrece dos versiones acerca del origen del nombre de Antedón: por una ninfa así llamada o por Antas, hijo de Poseidón y Alcíone que reinó allí. La ciudad también era el lugar de origen de Glauco, un pescador que se transformó en un monstruo marino y existía una tradición que decía que frente a su costa la Esfinge ejercía la piratería.
El mismo autor ubica allí varios lugares de culto:
- Un templo a Deméter y Coré, con estatuas de mármol blanco.
- Un templo de Dioniso, donde había una estatua.
- Las tumbas de los hijos de Ifimedea y Aloeo que mató Apolo.
- Un santuario de los Cabiros, con un bosque sagrado en torno a él.[2]

## Localización
Licofrón le aplicó el calificativo de «tracia». Estrabón menciona que tenía puerto y que junto a ella está el monte Mesapio, que es el actual Ktypas. Antedón se localiza en unas ruinas que hay a unos 2 km de la actual población de Lukisia.